# Fimbristylis macassarensis
Fimbristylis macassarensis är en halvgräsart som beskrevs av Ernst Gottlieb von Steudel. Fimbristylis macassarensis ingår i släktet Fimbristylis och familjen halvgräs. Inga underarter finns listade i Catalogue of Life.